# Rozetkruidkers
De rozetkruidkers (Lepidium heterophyllum) is een vaste plant, die behoort tot de kruisbloemenfamilie (Brassicaceae). De soort staat op de Nederlandse Rode Lijst van planten als zeldzaam en stabiel of iets toegenomen. De soort komt van nature voor in West- en Midden-Europa. Het aantal chromosomen is 2n = 48.
De plant wordt 15-40 cm hoog en heeft tijdens de bloei een wortelrozet. De opstijgende, behaarde stengels zijn onvertakt of vertakt. De 1-4,5 cm lange en 4-14 mm brede grondbladeren zijn omgekeerd-lancetvormig of langwerpig-elliptisch met een gave, getande of gegolfde rand. De langwerpige, driehoekig tot lancetvormige, 1-3,5 cm lange en 3-8 mm brede stengelbladeren zijn zittend en aan de basis pijlvormig of geoord en hebben een getande tot fijn getande bladrand.
De plant bloeit van mei tot in juli met witte bloemen, die in een tros zitten. De vier, langwerpig-spatelvormige kroonbladen zijn 1,6-2,2 mm lang en 0,6-1,1 mm breed. De bloem heeft zes meeldraden met paarse, 0,4-0,5 mm lange helmknoppen. De helmdraden zijn 1,8-2,6 mm lang.
De vrucht is een gladde , vlakke, ovale, 4-7 mm lange hauw met een 0,2-0,3 mm lange snavel en zit op een afstaande, omhoog gebogen, behaarde vruchtsteel. De donkerbruine, eivormige zaden zijn 1,8-2,2 mm lang en 1-1,2 mm breed.
Rozetkruidkers komt voor in droge bermen, op zandige dijkhellingen en spoorwegterreinen.

## Namen in andere talen
- Duits: Verschiedenblättrige Kresse
- Engels: Smith's Pepperwort, Purpleanther field pepperweed
- Frans: Passerage hétérophylle